# Liste der Auslandsvertretungen Naurus

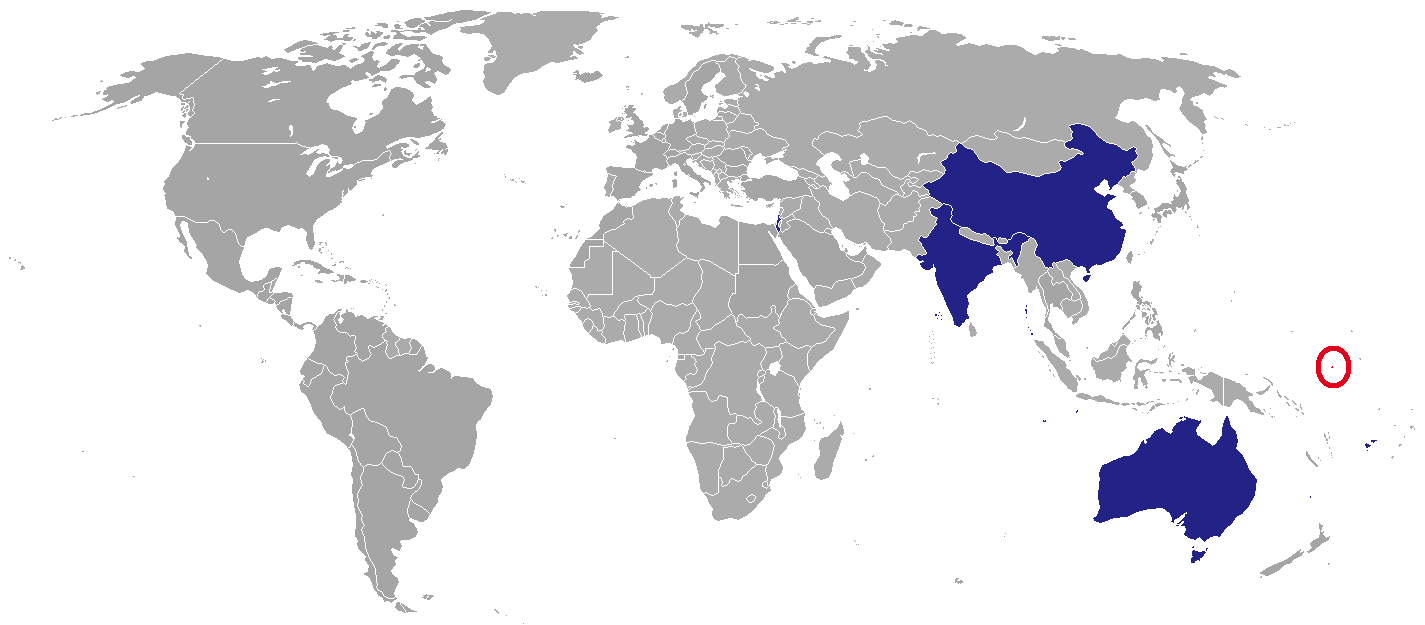
Standorte der diplomatischen Vertretungen Naurus

Dies ist eine Liste der diplomatischen und konsularischen Vertretungen Naurus.

## Diplomatische und konsularische Vertretungen

### Asien
- Taiwan: Taipei, Botschaft
- Thailand: Bangkok, Generalkonsulat

### Australien und Ozeanien
- Australien: Brisbane, Generalkonsulat
- Fidschi: Suva, Hochkommissariat

## Vertretungen bei internationalen Organisationen
- Vereinte Nationen: New York, Ständige Vertretung